# Dirk Schiffner
Dirk Schiffner (* 1. Januar 1968, nach anderen Angaben 1969) ist ein ehemaliger deutscher Radrennfahrer.

## Sportliche Laufbahn
Dirk Schiffner war von 1979 bis 1992 aktiver Radsportler, erst in der DDR und später im wiedervereinigten Deutschland. 
Er begann seine Laufbahn beim BTZ Karl-Marx-Stadt unter seinem Trainer Rüdiger Tanneberger. Schnell war er erfolgreich und wurde 1982 auf dem Sachsenring DDR-Meister im Straßenrennen und 1983 in Heidenau DDR-Meister im Punktefahren in den Jugendklassen. 
1983 wechselte er zum SC Karl-Marx-Stadt und trainierte unter Joachim Vogel und Roland Kaiser. 1986 nahm er an den Junioren-Weltmeisterschaften in Casablanca und 1987 an den Junioren-Weltmeisterschaften in Bergamo teil. 
1988 hatte er seinen ersten Einsatz in der Männer-Nationalmannschaft der DDR, er fuhr die Tour de Bohemia. In diesem Jahr wurde er 8. der DDR-Rundfahrt. 
1989 wurde er 12. an der Kuba-Rundfahrt. Im Etappenrennen Mecsek-Cup in Ungarn wurde er hinter Jens Heppner Zweiter. Das Eintagesrennen Erzgebirgs-Rundfahrt gewann er. An der Sachsen-Rundfahrt wurde er hinter Uwe Ampler Zweiter. In der DDR-Rundfahrt 1989 kam er beim Sieg von Uwe Ampler auf den 3. Platz. 
1990 nahm er am Clasico RCN in Kolumbien teil und gewann die Sprintwertung der Vuelta a Cundinamarca in Kolumbien. An der Thüringen-Rundfahrt wurde er 12. und an der Tour de Givaudan Zehnter. Weiter nahm er an der Kärnten-Rundfahrt, der Rheinland-Pfalz Rundfahrt und dem Grand Prix Guillaume Tell teil.
1991 wechselte er zum Frankfurter RC 90 und trainierte unter Thomas Schediwie. Er wurde Deutscher Vize-Meister im Mannschaftszeitfahren mit Ralf Koldewitz, Dan Radtke und Steffen Wesemann. Im Team gewannen sie die Deutsche Rad-Bundesliga.
1992 holte er Etappensiege an der Niedersachsen-Rundfahrt (4. Gesamtrang), der Oder-Rundfahrt (Gesamt 13.), der Ernst-Sachs-Tour (Gesamt 11.) und der Bayern-Rundfahrt (3. Gesamtrang). An der Militär-Weltmeisterschaft (CISM) in Italien wurde er 3. im Straßenrennen. 
Verletzungsbedingt beendete er 1993 seine Radsportkarriere.
1993 begann er beim ESV Frankfurt/Oder mit dem Schwimmtraining. 

## Schulische und universitäre Laufbahn
Von 1983 lernte er an der Sportschule Karl-Marx-Stadt und schloss 1986 dort die obligatorische 10. Klasse ab.
Von 1986 bis 1990 erwarb er das Abitur, ebenso an der Sportschule Karl-Marx-Stadt.
1990 bis 1991 studierte er Sportwissenschaft an der Deutschen Hochschule für Körperkultur und Sport Deutschen Hochschule für Körperkultur Leipzig.
1992 bis 1995 immatrikulierte er sich an der wiedergegründeten Europa-Universität Viadrina in Frankfurt/Oder in Betriebswirtschaft. Das Vordiplom bestand er nach drei Semestern.
1995 bis 1998 wechselte er an die ESCP (damals EAP) und studierte jeweils ein Jahr in Oxford, Madrid und Paris. 1998 erwarb er seinen European Master in Management.